# Liste der Baudenkmale in Ankershagen
In der Liste der Baudenkmale in Ankershagen sind alle denkmalgeschützten Bauten der Gemeinde Ankershagen (Mecklenburg-Vorpommern) und ihrer Ortsteile aufgelistet. Grundlage ist die Veröffentlichung der Denkmalliste des Landkreises Mecklenburgische Seenplatte (Auszug) vom 20. Januar 2017.

## Baudenkmale nach Ortsteilen

### Ankershagen
| ID | Lage                        | Bezeichnung                                                                                | Beschreibung | Bild                                         |
| -- | --------------------------- | ------------------------------------------------------------------------------------------ | --- | -------------------------------------------- |
| 59 | An der Mühlenstraße         | Gutshaus                                                                                   | | Weitere Bilder                               |
| 59 | An der Mühlenstraße (Karte) | Transformatorenhaus                                                                        | |                                              |
| 59 | Lindenallee 29 und 33       | Wirtschaftsgebäude,                                                                        | |                                              |
| 59 | Schulweg 2                  | Rest eines Wirtschaftsgebäudes,                                                            | |                                              |
| 59 | Schulweg 3                  | Wirtschaftsgebäude,                                                                        | |                                              |
| 59 | Schulweg                    | Pferdestall,                                                                               | |                                              |
| 59 | An der Mühlenstraße         | Gutsanlage mit Gutshaus,                                                                   | |                                              |
| 59 |                             | Resten eines Landschaftsparks mit sämtlichen Resten der mittelalterlichen Burg Ankershagen | |                                              |
| 56 | Lindenallee 1               | ehem. Pfarrhaus (Schliemann-Museum)                                                        | eingeschossiges Fachwerkhaus mit Krüppelwalmdach, heute Heinrich-Schliemann-Museum | ehem. Pfarrhaus (Schliemann-Museum)          |
| 57 | Lindenallee - Friedhof      | gusseisernes Grabkreuz der Louise Schliemann                                               | | gusseisernes Grabkreuz der Louise Schliemann |
| 58 | Lindenallee - Friedhof      | Kriegerdenkmal 1914/1918                                                                   | |                                              |
| 60 | Lindenallee (Karte)         | Kirche                                                                                     | Frühgotische, teils romanische Feldsteinkirche, quadratischer Chor aus dem 12. Jahrhundert mit kuppeligem Kreuzrippengewölbe, zweischiffige, vierjochige Langhaushalle mit Kreuzrippengewölbe, Weihe von 1266, Turm mit achtseitigem Fachwerkaufsatz und spitzem Turmhelm, Innen: freigelegte Wandmalereien, hölzernes Taufbecken von 1618, Kruzifix vom 15. Jh., Lütkemüller-Orgel von 1874. | Weitere Bilder                               |
| 54 | Lindenallee 32              | Wohnhaus                                                                                   | |                                              |
| 61 | Mühlenstraße 7              | Wirtschaftsgebäude                                                                         | |                                              |

### Bornhof
| ID  | Lage         | Bezeichnung               | Beschreibung | Bild |
| --- | ------------ | ------------------------- | ------------ | ---- |
| 900 | Ulrichshof 1 | Wohnhaus (ehem. Forsthof) |              |      |

### Friedrichsfelde
| ID | Lage            | Bezeichnung             | Beschreibung | Bild |
| -- | --------------- | ----------------------- | ------------ | ---- |
| 63 | Am Nationalpark | Wagenhalle mit 10 Toren |              |      |

### Rumpshagen
| ID  | Lage                                     | Bezeichnung                 | Beschreibung | Bild                        |
| --- | ---------------------------------------- | --------------------------- | ------------ | --------------------------- |
| 815 | Parkstraße 15 (Karte)                    | Gutsanlage mit Gutshaus     |              | Weitere Bilder              |
| 815 | Parkstraße 9 (Karte)                     | Wohn- u. Wirtschaftsgebäude |              |                             |
| 815 | Zum Tannenberg 1 (Karte)                 | Wohn- u. Wirtschaftsgebäude |              | Wohn- u. Wirtschaftsgebäude |
| 815 | Parkstraße 11 (Karte)                    | Wirtschaftsgebäude (nördl.) |              | Wirtschaftsgebäude (nördl.) |
| 815 | Parkstraße (Karte)                       | Park                        |              |                             |
| 816 | Unterdorf (Karte)                        | Kirche                      |              | Weitere Bilder              |
| 813 | Unterdorf 5 (Karte)                      | Backsteinnebengebäude       |              | Backsteinnebengebäude       |
| 812 | Unterdorf 9 (Karte)                      | Wohnhaus                    |              | Wohnhaus                    |
| 811 | Unterdorf 11 (Karte)                     | Wohnhaus                    |              | Wohnhaus                    |
| 817 | vor dem nördlichen Ortseingang           | Kriegerdenkmal 1914/1918    |              |                             |
| 818 | vom Abzweig B 192 bis Rumpshagen (Karte) | Straßenpflasterung          |              | Straßenpflasterung          |

## Gestrichene Baudenkmale
| ID | Lage                       | Bezeichnung  | Beschreibung | Bild |
| -- | -------------------------- | ------------ | ------------ | ---- |
|    | Ankershagen Lindenallee 34 | Stallgebäude |              |      |

## Quelle
- Karte der Baudenkmale im Geoportal des Landkreises